# Viborg Stadion
Viborg Stadion, også benævnt Energi Viborg Arena grundet et navnesponsorat, er et fodboldstadion i Viborg, der benyttes af fodboldklubben Viborg FF og fungerer som det danske kvindelandsholds primære hjemmebane. Det oprindelige stadion blev indviet i 1931 og har bl.a. været vært for en B-landskamp i 1956 mod Sverige, som blev set af 18.000 tilskuere, hvilket dengang var tilskuerrekord i hele Skandinavien.

## Ombygning
I 2001 blev det gamle stadion revet ned for at gøre plads til et nyt Viborg Stadion med 9.566 overdækkede siddepladser og varme i banen. Tilbygningerne omkring stadionet stod alle færdige i 2007, og der blev genindført ståpladser (500 ståpladser ligeligt fordelt mellem hjemme- og udeholdets fans). I foråret 2008 blev to storskærme opført.

## Koncerter
Den 15. juni 2008 havde Viborg Stadion debut som koncertarena. Det skete da Dolly Parton kom forbi. – koncerten fik blandede anmeldelser, f.eks på grund af dårlige lydforhold .

## Hjemmebane
Viborg Stadion har i flere år været benyttet som hjemmebane for det danske kvindelandshold..
I 2011 var DBU vært for Europamesterskabet for U/21 landshold, og i den forbindelse var Viborg Stadion vært for flere kampe.

## Værtsskab
8 juni 2015 var Viborg Stadion for første gang vært for en venskabskamp mod Montenegro, som blev set af 9.180 tilskuere. Danmark vandt kampen 2-1.

## Kontrovers
I oktober 2011 skiftede Viborg Stadion til Energi Viborg Arena, efter at Viborg FF havde solgt navnet til forsyningsselskabet Energi Viborg. Aftalen er gældende til udgangen af 2014.
Der er blevet rejst tvivl om lovligheden af aftalen som politikere i Viborgs byråd, anført af Søren Pape Poulsen, indgik for at hjælpe Viborg FF.